# Tobago
Tobago – wyspa na Oceanie Atlantyckim u północno-wschodnich wybrzeży Ameryki Południowej, na północny wschód od wyspy Trynidad, z którą tworzy jedno państwo Trynidad i Tobago, przy czym zachowuje odrębny samorząd.

## Geografia
Tobago liczy 56 tys. mieszkańców (2002). Głównym miastem i stolicą Tobago jest Scarborough liczące ok. 17 tys. mieszkańców.
Powierzchnia wyspy wynosi ok. 303 km², jest długa na 42 kilometry i szeroka na 10. Ukształtowanie powierzchni wyspy wyżynne, maksymalna wysokość do 576 m. Na wyspie występuje klimat równikowy, wybitnie wilgotny z dużym średnim rocznym opadem, wynoszącym ok. 3800 mm. Ludność zajmuje się głównie obsługą ruchu turystycznego (luksusowe hotele, pensjonaty, sporty wodne).
W północno-wschodniej części wyspy znajdują się obszary chronione – Rezerwat Biosfery Północno-Wschodniego Tobago oraz Tobago Main Ridge Forest Reserve.

## Historia
Tobago zostało odkryte w 1498 przez Krzysztofa Kolumba, w zasadzie nie było kolonizowane przez Hiszpanów. W późniejszych latach wyspa często zmieniała właścicieli, w jej posiadaniu były m.in. Holandia, Francja, oraz Szwecja (do 1733), kiedy to zdobyli ją Brytyjczycy.
W latach 1654–1693 część wyspy należała do Kurlandii, lennika Rzeczypospolitej Obojga Narodów, jako Nowa Kurlandia (Księstwo Kurlandii i Semigalii posiadało również część terenów współczesnej Gambii).
W 1888 roku została scedowana do brytyjskiej kolonii Trynidad i od tego czasu dzieliła jej losy polityczne.